# Kesteven 25
Kesteven 25, abreviado como Kes 25 y llamado también SNR G326.3-01.8, G326.3-1.8 y MSH 15-56, es un resto de supernova situado en la constelación de Norma.
Fue detectado por primera vez en radiofrecuencias en 1961.

## Morfología
Con un caparazón y una nebulosa de viento de púlsar (PWN) detectados en banda de radio, Kesteven 25 es prototipo de los llamados restos de supernova de morfología compuesta. Las observaciones en longitudes de onda de radio muestran un caparazón simétrico y un plerión que parece haber sufrido ya el impacto del choque inverso de la explosión de la supernova. Por su parte, en el espectro visible se pueden apreciar filamentos de Hα en las partes suroeste y noreste del remanente, los cuales parecen estar correlacionados en el espacio con el caparazón; ello implica que hay material neutro en el frente de choque, el cual se mueve a una velocidad de 500 km/s. Por su parte, la nebulosa de viento de púlsar está muy polarizada.
Kesteven 25 también ha sido detectado por los satélites ROSAT y ASCA en longitudes de onda de rayos X. En esta parte del espectro muestra un caparazón completo también correlacionado con el que se aprecia en banda de radio. La emisión presenta un aspecto grumoso, estando realzada en las regiones cercanas a la nebulosa de viento de púlsar.

## Remanente estelar
El púlsar asociado a Kesteven 25 aún no ha sido descubierto, pero las imágenes obtenidas con el observatorio de rayos X Chandra han revelado una fuente puntual enclavada en un extremo del plerión en banda de radio, cerca del borde suroeste del caparazón de este resto de supernova.
Aunque no se han detectado pulsaciones procedentes de dicha fuente, la presencia del púlsar se infiere a partir del plerión circundante. De hecho, se ha medido la velocidad del presunto púlsar, siendo esta 720 km/s aproximadamente.

## Edad y distancia
De acuerdo al modelo de Sedov, la edad de Kesteven 25 se estima en 16 500 años, aunque si se considera la velocidad del presunto púlsar la edad de este resto de supernova podría reducirse a 11 000 años.
Por otro lado, la distancia a la que se encuentra varía entre 3100 pársecs —valor estimado por la absorción de H I— y 4100 pársecs —valor calculado a partir de medidas de Hα—.
Considerando esta última cifra, su radio es de 22,2 pársecs aproximadamente.